# Argentine aux Jeux olympiques d'hiver de 2014
L'Argentine participe aux Jeux olympiques d'hiver de 2014 à Sotchi en Russie du 7 au 23 février 2014. Il s'agit de sa dix-septième participation à des Jeux d'hiver.

## Délégation
Le tableau suivant montre le nombre d'athlètes argentins dans chaque discipline :
| Sport       | Hommes | Femmes | Total |
| ----------- | ------ | ------ | ----- |
| Ski Alpin   | 3      | 3      | 6     |
| Ski de fond | 1      | 0      | 1     |
| Total       | 4      | 3      | 7     |

## Résultats

### Ski alpin
| Athlète                 | Épreuve                          | 1re manche    | 1re manche | 2e manche     | 2e manche | Total | Total |
| Athlète                 | Épreuve                          | Temps         | Rang       | Temps         | Rang      | Temps | Rang  |
| ----------------------- | -------------------------------- | ------------- | ---------- | ------------- | --------- | ----- | ----- |
| Salome Bancora          | Slalom géant femmes              | 1 min 25 s 88 | 50e        | 1 min 26 s 16 | 47e       |       |       |
| Salome Bancora          | Slalom femmes                    | 59 s 26       | 31e        | 56 s 26       | 26e       |       |       |
| Julietta Quiroga        | Slalom géant femmes              | DNF           |            |               |           |       |       |
| Julietta Quiroga        | Slalom femmes                    | DNF           |            |               |           |       |       |
| Macarena Simari Birkner | Descente du super combiné femmes | 1 min 48 s 87 | 31e        |               |           |       |       |
| Macarena Simari Birkner | Slalom du super combiné femmes   | 55 s 06       | 18e        |               |           |       |       |
| Macarena Simari Birkner | Descente femmes                  | 1 min 46 s 44 | 32e        |               |           |       |       |
| Macarena Simari Birkner | Super G femmes                   | 1 min 31 s 10 | 26e        |               |           |       |       |
| Macarena Simari Birkner | Slalom géant femmes              | 1 min 24 s 74 | 44e        | 1 min 23 s 11 | 37e       |       |       |
| Macarena Simari Birkner | Slalom femmes                    | 59 s 82       | 36e        | 56 s 69       | 29e       |       |       |
| Jorge Birkner Ketelhohn | Descente du super combiné hommes | 2 min 01 s 05 | 46e        |               |           |       |       |
| Jorge Birkner Ketelhohn | Slalom du super combiné hommes   | DNF           |            |               |           |       |       |
| Jorge Birkner Ketelhohn | Super G hommes                   | 1 min 23 s 89 | 49e        |               |           |       |       |
| Jorge Birkner Ketelhohn | Slalom géant hommes              | DNF           |            |               |           |       |       |
| Jorge Birkner Ketelhohn | Slalom hommes                    | DNF           |            |               |           |       |       |
| Sebastiano Gastaldi     | Slalom géant hommes              | DNF           |            |               |           |       |       |
| Sebastiano Gastaldi     | Slalom hommes                    | 53 s 24       | 46e        | DNF           |           |       |       |
| Javier Simari Birkner   | Descente hommes                  | DNS           |            |               |           |       |       |
| Javier Simari Birkner   | Descente du super combiné hommes | 1 min 59 s 63 | 43e        |               |           |       |       |
| Javier Simari Birkner   | Slalom du super combiné hommes   | 56 s 46       | 27e        |               |           |       |       |
| Javier Simari Birkner   | Super G hommes                   | 1 min 23 s 36 | 47e        |               |           |       |       |
| Javier Simari Birkner   | Slalom géant hommes              | 1 min 26 s 02 | 40e        | 1 min 27 s 89 | 40e       |       |       |
| Javier Simari Birkner   | Slalom hommes                    | DNF           |            |               |           |       |       |

### Ski de fond
| Athlète                | Épreuve      | Résultat      | Résultat |
| Athlète                | Épreuve      | Temps         | Rang     |
| ---------------------- | ------------ | ------------- | -------- |
| Federico Pablo Cichero | 15 km hommes | 49 min 11 s 3 | 83e      |

## Médailles
| Place | Sport | Médaille d'or, Jeux olympiques | Médaille d'argent, Jeux olympiques | Médaille de bronze, Jeux olympiques | Total |
| ----- | ----- | ------------------------------ | ---------------------------------- | ----------------------------------- | ----- |
|       | Total | 0                              | 0                                  | 0                                   | 0     |